# Metarotaliella
Metarotaliella es un género de foraminífero bentónico de la familia Rotaliellidae, de la superfamilia Discorboidea, del suborden Rotaliina y del orden Rotaliida. Su especie tipo es Metarotaliella parva. Su rango cronoestratigráfico abarca el Holoceno.

## Clasificación
Metarotaliella incluye a las siguientes especies:
- Metarotaliella parva
- Metarotaliella porquerollensis
- Metarotaliella simplex
- Metarotaliella tuvaluensis